# Victorino Santaella Ruíz
Victorino Santaella Ruíz (Chaguaramas, 1915 - Caracas, 1978) fue un médico y político venezolano.
Nació el 6 de octubre del año 1915, en la población de Chaguaramas, en el estado Guárico. Cuando cumple los 5 años de edad, su familia se traslada a Los Teques, capital del estado Miranda, donde inicia sus estudios de educación primaria y secundaria en el Liceo San José. Posteriormente se inscribe en la Facultad de Medicina de la Universidad Central de Venezuela y se gradúa en el año 1941.
Entre las actividades políticas, Santaella fue militante activo y fundador, en el Estado Miranda, del partido Acción Democrática, del cual llegó a ser Secretario General. También fue diputado a la Asamblea Nacional Constituyente de 1946 y fue elegicio diputado al Congreso Nacional por el Estado Miranda en la II Legislatura del Congreso Nacional de Venezuela y edil electo al Concejo Municipal del distrito Guaicaipuro.
Falleció el 19 de marzo de 1978, a la edad de 63 años, en el Centro Médico de Caracas, en la urbanización San Bernardino.
En el año 1980 concluye la construcción del Hospital General Victorino Santaella, un edificio de 11 pisos y con una capacidad de 300 camas. Fue inaugurado por el entonces Presidente de la República Carlos Andrés Pérez en 1988, al inicio de su segundo mandato. Está ubicado en la avenida Bicentenario. La instalación fue diseñads con capacidad para 440 camas. .